# Les Charmes du paysage
Les Charmes du paysage est un tableau du peintre belge René Magritte réalisé en 1928. Cette huile sur toile est une nature morte surréaliste qui représente le cadre vide d'une peinture paysagère à côté d'un fusil de chasse reposant contre un mur rouge. Elle est conservée au sein d'une collection privée.